# Château d'Altenhausen
Le château d'Altenhausen (Schloß Altenhausen) est un château allemand situé dans l'État de Saxe-Anhalt à Altenhausen.

## Historique
Le château consiste en un logis seigneurial Renaissance, un donjon néogothique, des bâtiments d'exploitation agricole et des communs de style gothique tardif, d'époque baroque et de style historiciste. Il est entouré de restes d'un rempart médiéval. Il se trouve à l'emplacement d'une ancienne maison fortifiée du XIe ou XIIe siècle. Il est mentionné en 1303 après l'extinction des comtes d'Altenhausen. Il appartient ensuite aux ducs de Brunswick et à l'évêché de Magdebourg.
Le château fort est détruit en 1351 et reconstruit par les partisans du Brunswick. Il est agrandi par les évêques de Magdebourg en 1368. Le château appartient à partir de 1485 à la famille von der Schulenburg qui en demeure propriétaire, jusqu'à la nationalisation de ses terres en 1945. Les parties les plus anciennes du château, gothique tardif, datent des XVe et XVIe siècles. Un incendie en 1625 pendant la guerre de Trente Ans l'endommage gravement. et il est reconstruit, de même au début du XIXe siècle. Le château est restauré et arrangé en style néogothique à la fin du XIXe siècle, jusqu'en 1901.
Aujourd'hui il abrite une école d'équitation et un haras.

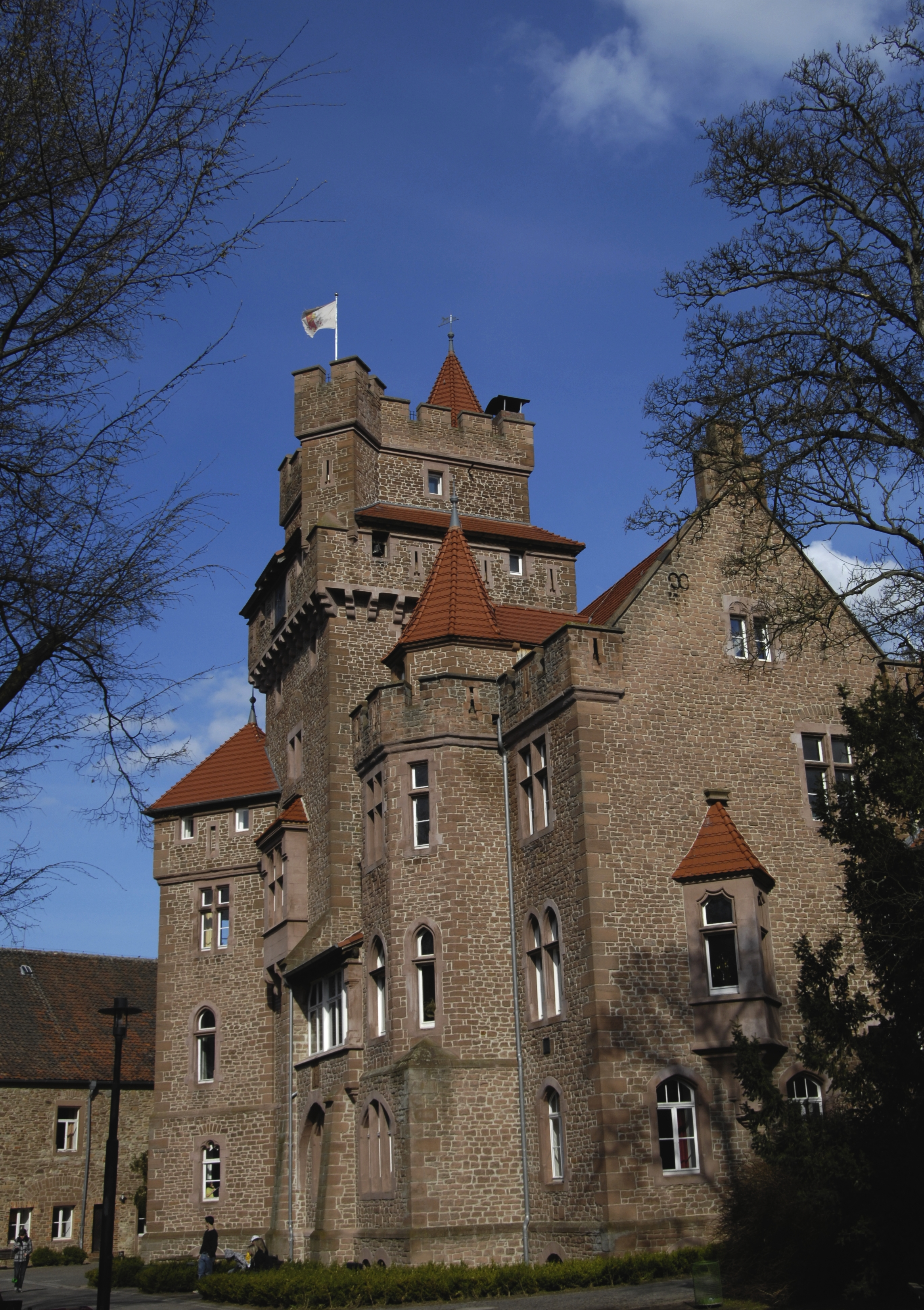
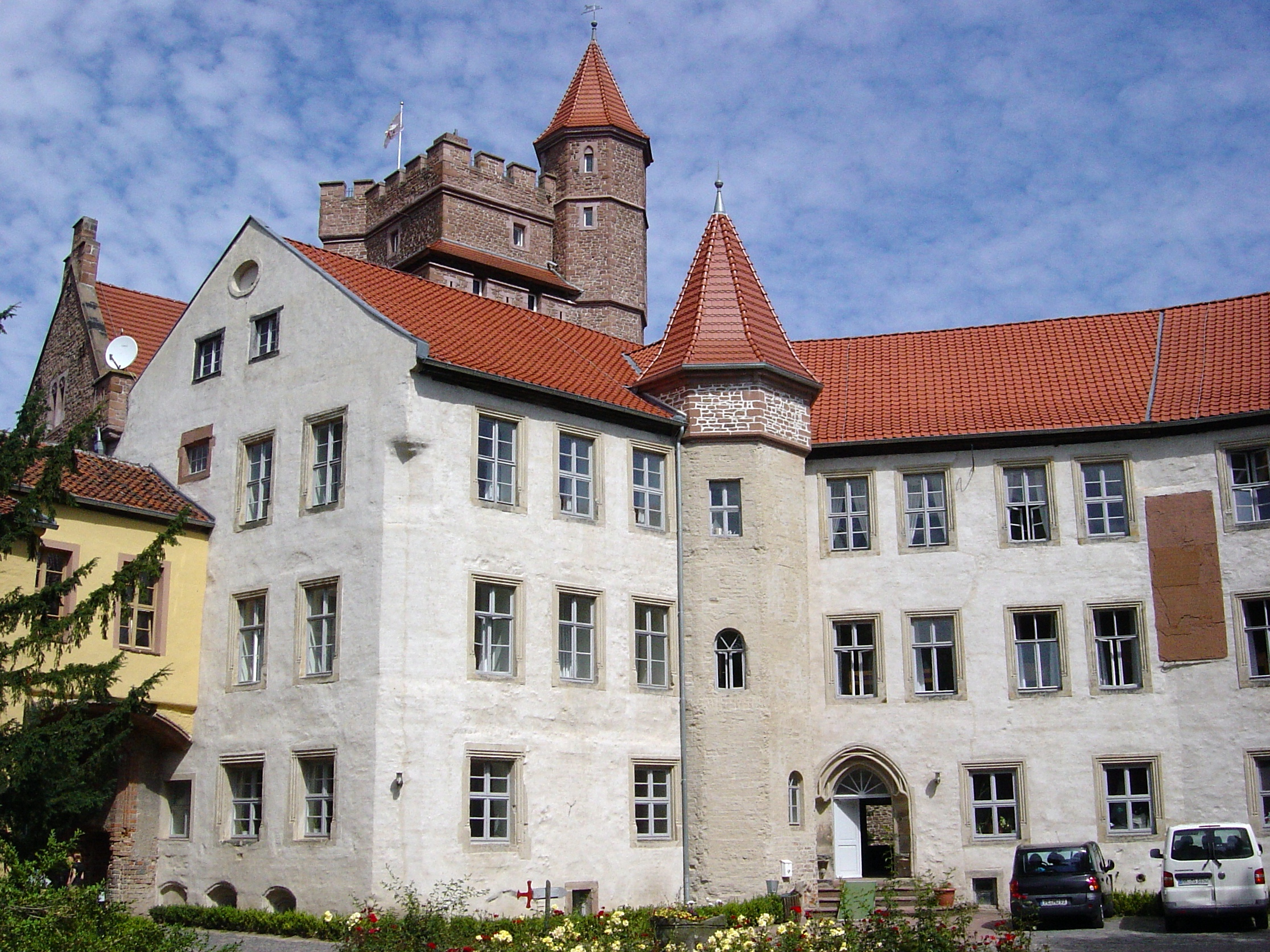